# Ada község
Ada község (szerbül Општина Ада / Opština Ada) egy közigazgatási egység Szerbiában, a Vajdaság Autonóm Tartomány Észak-bánsági körzetében. A tartomány északi részén, Bácskában, a Tisza folyó jobb partján. Északon Zenta községgel, nyugaton Topolya községgel, délen Óbecse községgel, keleten pedig a Tiszával és három bánáti községgel, ezek: Csóka, Nagykikinda és Törökbecse. A község területe 227 km², s ebből a megművelhető földterület nagysága mintegy 200 km²-t tesz ki. A község központja Ada város. A község népessége 2002-ben 18 994 fő volt, a természetes szaporulat értéke pedig – 6,8‰. A községben öt elemi iskola és egy középfokú oktatási intézmény működik.

## A község települései
Ada községhez összesen öt település tartozik, ebből az első kettő városi jellegű, míg a másik három falusi.
- Ada (Ада / Ada)
- Mohol (Мол / Mol)
- Törökfalu (Утрине / Utrine)
- Valkaisor (Стеријино / Sterijino)
- Völgypart (Оборњача / Obornjača)

## Etnikai összetétel
- magyarok: 14 558 (76,64%)
- szerbek: 3324 (17,5%)
- cigányok: 277 (1,45%)
- jugoszlávok: 275 (1,44%)

A község összes települése magyar többségű.

## Oktatás
A 2024/25-ös tanév általános iskolai statisztikája. 
| Iskola neve   | Település  | Diákok száma | Magyarul tanul | %      |
| Cseh Károly   | Ada        | 494          | 414            | 83,8%  |
| Cseh Károly   | Törökfalu  | 70           | 70             | 100,0% |
| Cseh Károly   | Völgypart  | 9            | 9              | 100,0% |
| Novak Radonic | Mohol      | 368          | 204            | 55,4%  |
| Összesen      | Ada község | 941          | 697            | 74,1%  |